# Tuiloma Neroni Slade

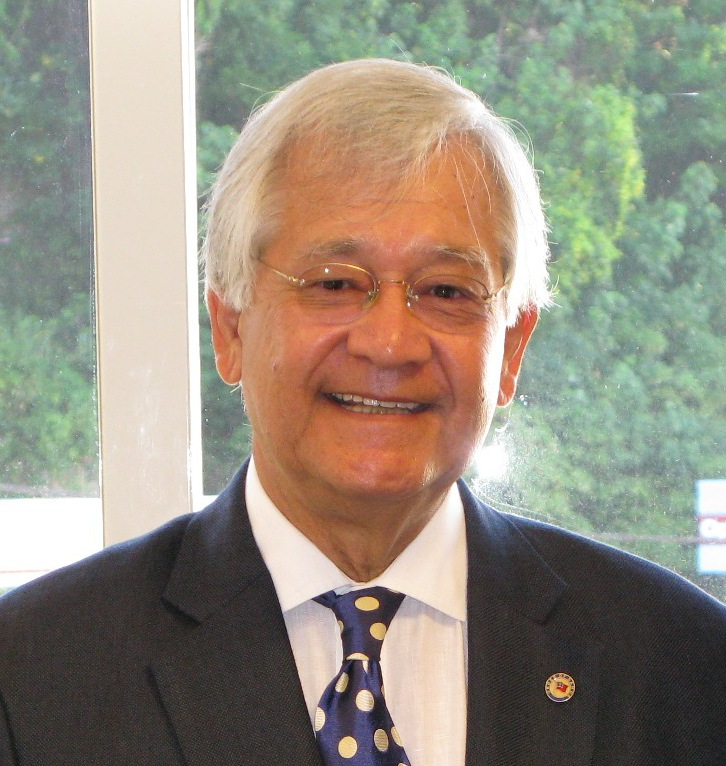
Tuiloma Neroni Slade

Tuiloma Neroni Slade (* 8. April 1941 in Samoa) ist ein Politiker, Jurist und Diplomat aus Samoa und derzeitiger Generalsekretär des Pacific Islands Forum Secretariat. Von 2003 bis 2006 war er Richter am Internationalen Strafgerichtshof in Den Haag.

## Studium und Aufstieg zum Generalstaatsanwalt von Samoa
Slade beendete sein Studium der Rechtswissenschaften an der Victoria University in Wellington 1967 mit einem Bachelor of Laws (LL.B.). Anschließend war er ein Jahr in einer Rechtsanwaltskanzlei in Wellington tätig.
Von 1969 bis 1983 war er in der Justizverwaltung von Samoa tätig. Zunächst war er 1969 bis 1973 Leitender Rechtsberater und Oberstaatsanwalt im Büro des Generalstaatsanwalts. Zwischenzeitlich absolvierte er 1971 die Haager Akademie für Völkerrecht in Den Haag sowie eine Stage im Bereich Rechtsangelegenheiten des Sekretariats der Vereinten Nationen in New York. Von 1973 bis 1975 war er Rechtsberater der Gesetzgebenden Versammlung (Fono) von Samoa, bis 1976 zudem Leiter der samoanischen Delegation bei der III. UN-Seerechtskonferenz (UNCLOS III).
1976 wurde Slade zum Generalstaatsanwalt von Samoa ernannt. Dieses Amt behielt er bis 1982. Von 1980 bis 1982 war er zusätzlich amtierender Präsident des Obersten Gerichts von Samoa.
1983 wurde Slade Stellvertretender Direktor der Rechtsabteilung des Commonwealth-Sekretariats in London. Während der folgenden zehnjährigen Tätigkeit war er mehrfach Rechtsberater von Konferenzen der Mitgliedstaaten zu unterschiedlichen Rechtsthemen.

## Botschafter und Vorsitzender der AOSIS
Von 1993 bis 2003 war Slade Ständiger Vertreter und Botschafter von Samoa bei den Vereinten Nationen. Zugleich war er als Botschafter in den Vereinigten Staaten und als Hoher Kommissar in Kanada akkreditiert. Während dieser Zeit war er mehrfach Teilnehmer an internationalen Konferenzen zu Fragen des Einsatzes von Nuklearwaffen, des Umweltschutzes sowie des Klimawandels.
Slade war von 1997 bis 2002 als Nachfolger von Annette des Iles Vorsitzender der Allianz der kleinen Inselstaaten (AOSIS). Nachfolger in diesem Amt wurde 2002 Jagdish Koonjul.

## Richter am Internationalen Strafgerichtshof
Die erste Tagung der Versammlung der Vertragsstaaten des Internationalen Strafgerichtshofs (IStGH) wählte Slade im 28. Wahlgang am 7. Februar 2003 in New York in das Richtergremium. Seine Amtszeit begann – wie für alle anderen Richter des IStGH auch – am 11. März 2003 mit der Leistung des Amtseides. Ab Juli 2004 war er Vorsitzender Richter der II. Vorverhandlungskammer, die damals mit der Situation in Uganda (Situation ICC-02/04) befasst war. Auf der vierten Tagung der Vertragsstaatenversammlung im Januar 2006 wurde er nicht wiedergewählt, sodass seine Amtszeit turnusgemäß nach drei Jahren am 10. März 2006 endete.

## Generalsekretär des Pacific Islands Forum Secretariat
Anfang August 2008 gab das Pacific Islands Forum Secretariat die Nominierung Slades für das Amt des Generalsekretärs des Sekretariats bekannt. Die Nominierung erfolgte durch die Regierung Samoas. Der letzte Generalsekretär Greg Urwin hatte bereits im Mai 2008 aus gesundheitlichen Gründen die Wahrnehmung seines Amtes aufgegeben und verstarb am 9. August 2008. Während seines 39. Treffens am 20. August 2008 in Niue wählte das Forum Slade für eine Amtszeit von drei Jahren zum neuen Generalsekretär. Am 13. Oktober 2008 trat er sein Amt an.

## Veröffentlichungen
- The Pacific Islands Law Officers Meeting (PILOM). In: Melanesian Law Journal 20 (1992) S. 107–123.
- 1995 Review and Extension of the Treaty on the Non-Proliferation of Nuclear Weapons. In: Review of European Community & International Environmental Law, 5, 1996, S. 246–252.
- Preamble and Final Clauses (zusammen mit Roger S. Clark). In: Roy S. Lee (Hrsg.): The International Criminal Court. Martinus Nijhoff, Dordrecht 1999, S. 421–450.
- An examination of the Kyoto Protocol from the small island perspective (zusammen mit Jacob Werksman). In: Luis Gómez-Echeverri (Hrsg.): Climate Change and Development. Yale School of Forestry & Environmental Studies, New Haven 2000, S. 63–83.
- The Making of International Law: The Role of Small Island States. In: Temple International and Comparative Law Journal, 17, 2003, S. 531–543.
- Responding to Contemporary Forces Transforming the Pacific. In: Michael Powles (Hrsg.): Pacific Futures. Pandanus, Canberra 2006, S. 228–230.
- The Prohibition of Genocide under the Legal Instruments of the International Criminal Court. In: Ralph Henham, Paul Behrens (Hrsg.): The Criminal Law of Genocide: International, Comparative and Contextual Aspects. Ashgate, Burlington 2007, S. 155–164.